# کنعان سیدوف
کنعان سیدوف (ترکی آذربایجانی: Kənan Əlihüseyn oğlu Seyidov؛ زادهٔ) افسر و سرلشکر نیروهای مسلح جمهوری آذربایجان است، که در حال حاضر مسئولیت جانشینی نیروهای ویژه این کشور را بر عهده دارد. وی همچنین از نظامیان حاضر در درگیری ارمنستان و جمهوری آذربایجان (۲۰۱۶) و جنگ ناگورنو قره‌باغ (۲۰۲۰)، و نیز پیروز نبرد شوشی است. بعد از اتمام جنگ دوم قره‌باغ، از او با اهدای نشان قهرمان جنگ میهنی تقدیر شد.

## اوایل زندگی
کنعان سیدوف فرزند «علی‌حسین» در روستای بهرام‌تپه شهرستان ایمیشلی در آذربایجان شوروی سابق به دنیا آمد.

## خدمت نظامی
سرلشکر کنعان سیدوف هم‌اکنون سمت قائم مقامی نیروهای ویژه جمهوری آذربایجان، از زیرمجموعه‌های نیروهای مسلح این کشور را عهده‌دار است. وی در درگیری ارمنستان و جمهوری آذربایجان (۲۰۱۶) حضور یافت. افزون بر این، وی به عنوان فرمانده نیروهای آذربایجان در جریان نبردهای عملیات‌های وادی ارس، نبرد هادروت و نبرد شوشی در جنگ دوم قره‌باغ شرکت کرد.

## نشان‌ها و درجه‌های نظامی
- نشان پرچم آذربایجان: سال ۲۰۰۴ با فرمان حیدر علی‌اف، رئیس‌جمهور وقت آذربایجان[۵]
- درجه نظامی سرهنگ دوم: سال ۲۰۱۴ بر اساس فرمان الهام علی‌اف، رئیس‌جمهور آذربایجان[۵]
- «نشان برای وطن»: سال ۲۰۱۴ بر پایه دستور الهام علی‌اف[۵]
- نشان برای قهرمانی: سال ۲۰۱۶ طبق فرمان الهام علی‌اف[۲]
- رتبه نظامی سرلشکر: ۲۰ نوامبر ۲۰۲۰ مطابق با دستور الهام علی‌اف[۶]
- نشان قهرمان جنگ میهنی: ۹ دسامبر سال ۲۰۲۰ بر پایه دستور الهام علی‌اف[۳]
- نشان برای آزادسازی جبرئیل: ۲۴ دسامبر ۲۰۲۰ با فرمان الهام علی‌اف[۷]
- نشان برای آزادسازی فضولی: ۲۵ دسامبر ۲۰۲۰ بر اساس دستور الهام علی‌اف[۸]
- نشان برای آزادسازی شوشی: ۲۹ دسامبر ۲۰۲۰ طبق فرمان الهام علی‌اف[۹]